# Eorhynchochelys sinensis
Eorhynchochelys sinensis — викопний вид базальних черепах, що існував у пізньому тріасі (228 млн років тому). Викопні рештки черепахи знайдені у відкладеннях формації Фалан у містечку Гешанцзін в провінції Гуйчжоу на півдні Китаю.

## Опис
Рептилія сягала 2 м завдовжки. У неї була маленька голова, могутні лапи та довгий хвіст. Eorhynchochelys відрізняється незвичайним поєднанням черепа черепахи і тілом ящірки. Череп, наприклад, має дзьоб, типовий для всіх членів Testudinata. Проте, будова грудної клітки помітно відрізняється від Pappochelys та Odontochelys і більше схожа на Eunotosaurus. У нього був відсутній панцир, хоча ребра були широкими і плоскими. Череп також має одну пару отворів за очима, на відміну від двох пар отворів у Pappochelys.
Рештки виду знайдені у морських відкладеннях, хоча по його морфології складно сказати, жив він головним чином в морі, чи на суші, або в прибережних водах.